# البورکویرک، بوهول
البورکویرک، بهلول (به لاتین: Alburquerque, Bohol) یک سکونتگاه مسکونی در فیلیپین است که در بهل (فیلیپین) واقع شده‌است.

## خصوصیات
البورکویرک ۲۸٫۶۵ کیلومترمربع مساحت و ۹٬۹۲۱ نفر جمعیت دارد.